# Wasyliwka (rejon dnieprzański)
Wasyliwka (ukr. Василівка) – wieś na Ukrainie, w obwodzie dniepropetrowskim, w rejonie dnieprzańskim, w hromadzie Sołone. W 2001 liczyła 1228 mieszkańców, spośród których 912 wskazało jako ojczysty język ukraiński, 187 rosyjski, 3 mołdawski, 5 białoruski, 8 ormiański, a 13 inny.